# 木曽根
木曽根（きぞね）は、埼玉県八潮市の大字。郵便番号は340-0813。

## 地理
八潮市の東部の沖積平野に位置する。東は南川崎、中川（古利根川）を挟み三郷市彦江、三郷市花和田、三郷市栄、三郷市戸ケ崎、西は八潮、南は南川崎、大瀬、北は二丁目と隣接している。これらの境界線は錯綜している。地区の西部の一部では、つくばエクスプレスの整備に合わせ区画整理が進められている。地内は多くが市街化区域に指定され、主に戸建ての住宅地だが、中央部を中心に工場なども数多く立地する。中川の河川区域、およびその堤防と旧堤防に挟まれた区域は市街化調整区域に指定され、纏まった農地も見られる。
首都高速6号三郷線が地区を概ね東西に横断している。地区内には八潮出入口がある。また、地区の南側をつくばエクスプレスの線路が東西に横断している。なお、地区から八潮駅までは直線距離で500 m〜2.5 km程度である。

### 地価
住宅地の地価は2023年（令和5年）1月1日の公示地価によれば大字木曽根字上942番地3の地点で9万7,000円/m2となっている。

## 由来
木々がに生い茂る小高い土地に因むと言われている。また、この地はかつては古利根川（現：中川）右岸の沖積地で自然堤防上に集落が発展した地あったためその名が生じたとみられている。

## 歴史
もとは江戸期より存在した武蔵国埼玉郡八条領に属する木曾根村であった。

### 沿革
- はじめは幕府領で、以降変遷なし[9]。なお、検地は1627年（寛永4年）に実施。
- 幕末の時点では埼玉郡に属し、明治初年の『旧高旧領取調帳』の記載によると、代官佐々井半十郎支配所が管轄する幕府領であった[10]。
- 1868年（慶応4年）6月19日 - 幕府領が武蔵知県事・山田政則（忍藩士）の管轄となる。
- 1869年（明治2年）1月13日 - 武蔵知県事・河瀬秀治の管轄区域に小菅県を設置、同県の管轄となる。県庁は葛飾郡小菅村に置かれる。
- 1871年（明治4年）11月14日 - 太政官布告第594号により小菅県を廃止。埼玉県の管轄となる。
- 1872年（明治5年） - 大区小区制施行により第1区に属す。
- 1879年（明治12年）3月17日 - 郡区町村編制法により成立した南埼玉郡に属す。郡役所は岩槻町に設置。
- 1889年（明治22年）4月1日 - 町村制施行に伴ない、南埼玉郡伊勢野村、二町目村、古新田村、南川崎村、大瀬村、垳村と合併し、南埼玉郡潮止村が成立、木曾根村は南埼玉郡潮止村の大字木曾根となる。
- 1956年（昭和31年）9月28日 - 潮止村、八幡村、八條村が合併し、南埼玉郡八潮村の大字木曽根となる。
- 1964年（昭和39年）10月1日 - 町制施行により、南埼玉郡八潮町の大字となる。
- 1972年（昭和47年）1月15日 - 市制施行により、八潮市の大字となる。
- 1985年（昭和60年）1月24日 - 地内に首都高速6号三郷線が建設され、開通する。
- 1986年（昭和61年）10月4日 - 八潮第二土地区画整理事業の完成に伴い、町名および地番が変更され事業区域内にあった地区の一部（字西）が、八潮市八潮一丁目〜八潮五丁目となる。
- 1997年（平成9年）3月 - 地内に「中川やしおフラワーパーク」が開園する[11]。
- 2005年（平成17年）8月24日 - 地内につくばエクスプレスが建設され、開業する。

## 世帯数と人口
2020年（令和2年）11月1日現在の世帯数と人口は以下の通りである。
| 大字   | 世帯数    | 人口    |
| ------ | --------- | ------- |
| 木曽根 | 1,922世帯 | 3,970人 |

## 小・中学校の学区
市立小・中学校に通う場合、学区は以下の通りとなる。
| 番地 | 小学校             |
| --- | ------------------ |
| 424〜426、503〜1103、1121〜2302 | 八潮市立潮止小学校 |
| 304〜423、427〜502、1104〜1120 | 八潮市立大瀬小学校 |
| 番地 | 中学校             |
| 503〜1103、1197〜1383、1385〜1413、1415、1416、1418〜1422、1425の2、1427〜1441、1595〜2094、2097〜2104、 2107の1、2203の2、2204の1、2204の5、2205の5、2206の2、2207の2、2208の1、2208の3、2209、2210、2243〜2257の2 | 八潮市立八潮中学校 |
| 304〜502、1104〜1196 | 八潮市立大原中学校 |
| 1384、1414、1417、1423〜1425の1、1442〜1594、2095、2096、2105、2106、2107の2、2115の1〜2203の1 2204の2〜2204の3まで、2205の1〜2205の2まで、2206の1、2207の3、2207の5、2207の7、2208の2、2208の4、2208の6            | 八潮市立潮止中学校 |

## 交通
地内をつくばエクスプレスが通るが、駅は設置されていない。最寄り駅は同線八潮駅であるが、大字木曽根字上942番地3の地点よりおよそ2.4 km離れている。

### 道路
- 首都高速6号三郷線
- 埼玉県道116号八潮三郷線 - 首都高速6号の側道
- 千葉県道・東京都道・埼玉県道54号松戸草加線
- 潮止通り
- 村長通り
- 大正通り
- 中山遊歩道 - 中川の旧堤防の天端を通る自転車歩行者道

## 施設
- 八潮木曽根郵便局
- 中川やしおフラワーパーク
- 亀有信用金庫東八潮支店
- 認定こども園しおどめの森
- しおどめ保育園・八潮駅北
- 木曽根排水機場
- 東武バスセントラル八潮 - バス車庫
- 上木曽根会館
- 八潮下木曾根公民館
- 木曽根氷川神社
- 上木曽根まちかど公園
- 下木曽根公園
- 南川崎地区広場

## 関連文献
- 「木曽根村」『新編武蔵風土記稿』 巻ノ204埼玉郡ノ6、内務省地理局、1884年6月。NDLJP:764008/22。